# Friedrich Suntheim
Friedrich Suntheim (* 18. Februar 1849 in Falkenberg, Kurfürstentum Hessen; † 24. März 1927 in Leipzig) war ein deutscher Richter am Reichsgericht.

## Leben
Friedrich Suntheim studierte an der Philipps-Universität Marburg und der Universität Leipzig Rechtswissenschaft. 1868 wurde er Mitglied des Corps Hasso-Nassovia und des Corps Saxonia Leipzig. 1873 vereidigt, wurde der Preuße Suntheim 1878 Amtsrichter. 1887 erfolgte die Ernennung zum Landrichter und 1890 zum Landgerichtsrat. 1896 wurde er zum Oberlandesgerichtsrat befördert und 1899 von Hamm nach Kiel versetzt. 1904 wurde er in den IV. Zivilsenat des Reichsgerichts berufen. Zur Pensionierung erhielt er 1914 den Königlichen Kronen-Orden (Preußen) II. Klasse.